# 서부붉은등밭쥐
서부붉은등밭쥐(Myodes californicus)는 비단털쥐과에 속하는 설치류이다. 미국 캘리포니아주와 오리건주에서 발견되고 주로 침엽수림에서 서식한다. 몸의 털 색은 밤색 또는 갈색으로 상당히 많은 양의 검은 털이 섞여 있으며, 옆구리 쪽으로 갈수록 점점 연해지며, 배 쪽으로 갈수록 당황색-회색으로 변한다. 등 쪽에 희미하고 불그스레한 하나의 줄무늬가 나 있고, 몸길이의 약 절반 정도인 꼬리는 두 가지 색을 띤다.

## 분류학
서부붉은등밭쥐는 메리엄(C. Hart Merriam)이 처음 기술했고, 원래는 학명 Evotomys californicus로 명명했다. 모식표본은 캘리포니아주 유리카 근처에서 수집했다. 표본은 1889년 6월 3일, 팔머(Theodore Sherman Palmer)가 수집한 성체 수컷 표본이다.

## 특징
| 두개골 측정치 | 두개골 측정치 | 두개골 측정치 |
| 구분          | 최소값        | 최대값        |
| ------------- | ------------- | ------------- |
| 기저 길이     | 21.8mm        | 23.3mm        |
| 코 길이       | 7.2mm         | 7.5mm         |
| 협골궁 폭     | 13.3mm        | 14.2mm        |
| 유양 폭       | 11.5mm        | 12.4mm        |

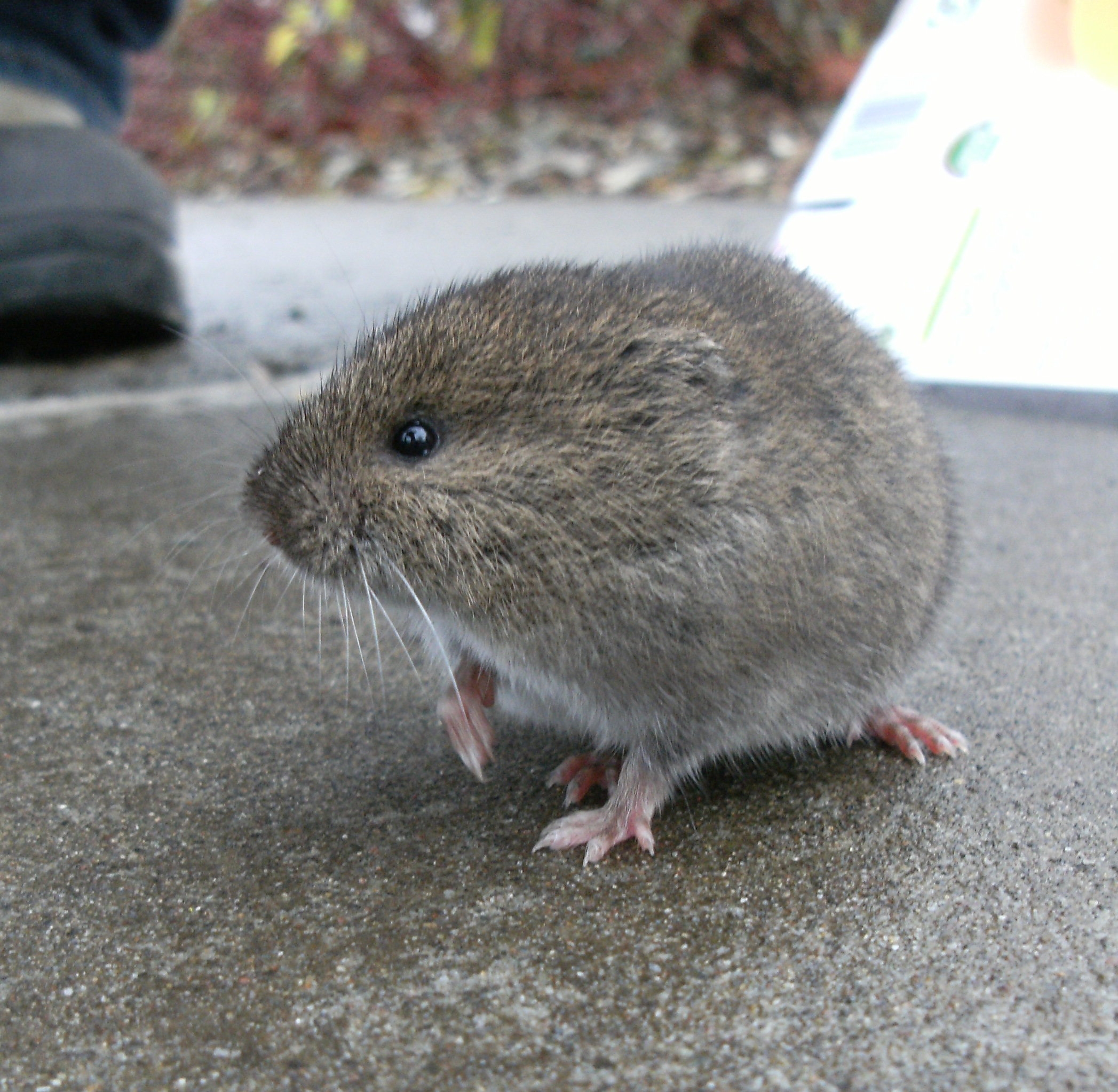
오리건주 힐스보로에서 포획한 서부붉은등밭쥐

서부붉은등밭쥐의 전체 몸길이는 꼬리 길이 34~56mm를 포함하여 121~165mm이고, 뒷발 길이는 17~21mm, 귀 길이는 10~14mm이다. 키는 18~21mm이다. 근연종은 서부붉은등밭쥐의 분포 지역 북쪽과 동쪽에서 서식하는 남부붉은등밭쥐(Myodes gapperi)로 털이 더 붉고 꼬리의 두 가지 색이 좀더 뚜렷하다. 두 종은 서부붉은등밭쥐의 등 쪽 불그스레한 줄무늬로 구별한다. 서부붉은등밭쥐의 단단한 구개의 해부학적 구조도 특징적인 차이이다.

## 분포 및 서식지
미국 캘리포니아주 북부와 오리건주 서부에서 발견된다. 북부 한계선은 콜럼비아강으로 제한되고 남쪽은 샌프란시스코만 북쪽 약 100km까지 지역이다. 분포 지역은 동쪽의 캐스케이드산맥 정상부터 태평양까지 이어진다. 침엽수림에서 주로 서식한다. 버논 올란드 베일리(Vernon Orlando Bailey)가 "오리건주 생물 분포대의 포유류(The mammals and life zones of Oregon)"에서 기술했던 천이 지대와 캐나다 생물 분포대에서 서식한다.

## 습성 및 생태
서부붉은등밭쥐는 땅 아래의 광범위한 굴 속에서 주로 서식한다. 땅 속에 나는 버섯의 자실체를 주로 먹는다. 이와 같은 균근 버섯은 그 주변 숲 나무의 공생자이다. 알버섯(R. vinicolor)과 미송(Pseudotsuga spp,)의 관계와 같은 관계이다. 곰팡이의 자실체는 영양분이 고갈되면서 잘 부식된 나무에서 생긴다. 자실체가 땅 아래에 있기 때문에 포자는 대부분의 곰팡이 종처럼 공기로 방출되지 않는다. 그러나 포자는 밭쥐 배설물에서 발견되고, 굴 곳곳에 쌓여 곰팡이가 퍼지게 되며 감염되지 않은 나무와 관계를 형성하게 된다. 모든 죽은 나무와 트리밍이 제거된 개벌지 숲에서는 균근 결실이 멈추고 밭쥐 개체수가 줄어들며 새로 심은 나무가 자라지 못한다는 사실이 발견되었다. 다음과 같은 삼자 공생이 일어난다. 밭쥐는 균류에서 먹이를 얻고, 포자를 퍼트린다. 곰팜이는 곰팡이가 생산하는 영양분으로부터 이익을 얻는 나무로부터 광합성 물질을 얻는다.
서부붉은등밭쥐는 성숙림에 사는 동물로 여러 종에게 포식을 당하여 중요한 역할을 한다. 북부반점올빼미에게 서부붉은등밭쥐는 상위 5종의 먹이 중 하나이다. 붉은나무밭쥐와 북부하늘다람쥐, 서부붉은등밭쥐는 북부반점올빼미 먹이의 약 75% 이상을 차지한다. 서부붉은등밭쥐의 먹이는 환경에 따라 다양하다. 높은 고도에서는 좀더 넓은 기후 조건의 차이에 노출된다. 그들은 더 낮은 고도에서 좀더 온화한 기후 조건에서 먹는 것과 비교하여 그러한 조건에서보다 다양한 먹이를 먹는다.
화석 유해는 확인되지 않고 있다. 오리건주 북쪽 캐스케이드산맥 경사면에서 2월과 11월 사이에 번식을 하며 캐스케이드산맥 서쪽 지역에서는 연중 번식을 하고 약 18일간의 임신 기간 이후에 한 번에 2~7마리의 새끼를 낳는다.

## 보전 상태
특별한 멸종 위협 요인이 없고, 넓은 분포 지역 범위에서 흔하게 발견되고 있기 때문에 국제 자연 보전 연맹(IUCN)이 "관심대상종"으로 분류하고 있다.